# Marinduque Wildlife Sanctuary
Das Naturschutzgebiet Marinduque Wildlife Sanctuary liegt in der Inselprovinz Marinduque in den Philippinen. Das Naturschutzgebiet wurde mit Inkrafttreten des Erlasses 696 am 17. August 2004 eingerichtet und wurde in den Anhang des philippinischen Gesetzes zum Schutz der Biosphäre (NIPAS) aufgenommen. Es liegt auf dem Gebiet der Gemeinden Gasan, Santa Cruz, Buenavista, Boac und Torrijos. Das Naturschutzgebiet umfasst eine Fläche von 8.827,96 Hektar und liegt im Zentrum der Insel, nördlich des Vulkans Malindig. Das Gebiet ist sehr abgelegen, es führen keine befestigten Straßen in das Naturschutzgebiet.
Die Topographie des Naturschutzgebietes wird als sanftwelliges Bergland beschrieben und fällt im Westen und Osten ab in die Küstenebenen. Das Gebiet wird dem Klimatyp IV zugerechnet, mit einer Trockensaison von Januar bis Mai, den Rest des Jahres von Juni bis November können teils stärkere Regenfälle niedergehen. Die jährliche Niederschlagsmenge liegt bei 2.030 mm/m².
In diesem Naturschutzgebiet lebt eine Vielzahl von Tieren wie die Riesenborkenratte (Phloeomys cumingi). Das Philippinische Pustelschwein (Sus philippensis) gilt jedoch inzwischen als ausgestorben auf der Insel. Aus der Gattung der Fledermäuse gibt es Aufzeichnungen der Unterarten Hipposideros pygmaeus, Eonycteris robusta und Rhinolophus rufus. An Amphibien sollen die Froscharten Rana magna macrocephala und Kaloula conjuncta im Gebiet vorkommen.
Von der Avifauna liegen Beobachtungen der Philippinenente (Anas Luzonica), des Luzon-Spatelschwanzpapageis (Prioniturus luconensis) und des Rotsteißkakadus (Cacatua haematuropygia) vor.